# Konrad von Feuchtwangen
Konrad von Feuchtwangen, także Conradus de Vuthewaning, Vuhtwanch (zm. 4 lipca 1296 w Pradze) – mistrz krajowy w Prusach w latach 1279–1280, mistrz krajowy Inflant w latach 1279–1281, mistrz krajowy w Niemczech w latach 1284–1291, wielki mistrz zakonu krzyżackiego w latach 1291–1296.

## Życiorys
Konrad wywodził się z rodziny ministeriałów będących w służbie hrabiów Oettingen. Nie wiadomo kiedy i gdzie wstąpił w szeregi zakonu krzyżackiego. Źródła wymieniają go w roku 1259 jako komtura krajowego Austrii. Stanowisko to dzierżył także w roku 1279. Nic pewnego nie wiadomo o działalności Konrada von Feuchtwangena z tego okresu. W kwietniu 1279 roku na kapitule generalnej zakonu w Marburgu, otrzymał stanowisko mistrza krajowego w Prusach po zmarłym Konradzie von Thierbergu Starszym oraz mistrza krajowego w Inflant po tragicznej śmierci Ernesta von Ratzeburga, który zginął 5 marca 1279 roku w pod Kiernowem. Po objęciu władzy w obu prowincjach przybył do Prus gdzie przebywał do wiosny 1280 roku. Następnie udał się do Niemiec z zamiarem zrzeczenia się obu funkcji, uzasadniając swoją prośbę niemożnością skutecznego kierowania równolegle obu prowincjami. Władze zakonu zwolniły go tylko z funkcji mistrza krajowego w Prusach, pozostawiając na czele prowincji inflanckiej, do której przybył drogą morską w lipcu 1280 roku. Władzę w Inflantach dzierżył do końca 1281 roku, kiedy to udało mu się pozbyć urzędu mistrza i wrócić do Niemiec. W latach następnych Konrada von Feuchtwangena widać w otoczeniu wielkiego mistrza Hartmana von Heldrungena. W 1282 został komturem prowincjonalnym Frankonii, a w 1284 roku mistrzem krajowym Niemiec. Tę ostatnią funkcję pełnił do momentu obrania go na wielkiego mistrza.
Został trzynastym wielkim mistrzem zakonu krzyżackiego sprawującym władzę w latach 1291–1296. W pierwszym roku jego panowania Mamelucy zdobyli Akkę – ostatnią twierdzę krzyżowców w Królestwie Jerozolimskim. Ponieważ znajdowała się tam również główna siedziba zakonu, Konrad von Feuchtwangen przeniósł ją do Wenecji. Pomimo próby utrzymania aktywności zakonu w rejonie śródziemnomorskim, o czym świadczy wybór miejsca na nową stolicę, Konrad von Feuchtwangen doceniał znaczenie Prus i Inflant dla zakonu krzyżackiego. Ziemie nad dolną Wisłą podczas swojego panowania odwiedzał dwukrotnie. W dniu 3, 4 lub 5 lipca 1296 roku, podczas powrotu z drugiej wyprawy do Prus zmarł w Czechach i został pochowany w komendzie Drobovice.
Doczesne szczątki Wielkiego Mistrza Konrada von Feuchtwangena spoczywają wspólnie ze szczątkami polskiego księcia Henryka Brodatego w marmurowym sarkofagu znajdującym się w prezbiterium Bazyliki pod wezwaniem Św. Bartłomieja i Św. Jadwigi Śląskiej w Trzebnicy pod Wrocławiem.